# La badessa di Castro (film)
La badessa di Castro è un film del 1974 diretto da Armando Crispino.
Il film è tratto dall'omonimo racconto scritto da Stendhal e pubblicato nel 1839.

## Trama
XVI secolo: Elena dei Signori di Campireali, diventata suora contro la sua volontà, si innamora di un vescovo, rimanendone incinta. La Chiesa, venuta a conoscenza di tale misfatto incarica l'inquisizione di farle confessare chi sia il padre del bambino. La donna, dopo aver messo in salvo il figlio, che nel frattempo aveva partorito, sceglie il suicidio per evitare la tortura.